# 70 (nombre)
« soixante-dix » redirige ici.  Pour l'année, voir 70.
Cet article concerne un nombre. Pour une traduction en grec de la Bible, voir Septante.

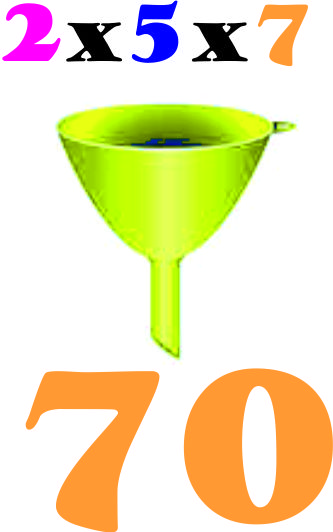
70 est un nombre sphénique.

Le nombre 70 (septante ou soixante-dix) est l'entier naturel qui suit 69 et qui précède 71.

## En mathématiques
Le nombre 70 est :
- un nombre composé trois fois brésilien car 70 = 779 = 5513 = 2234 ;
- un nombre Harshad ;
- un nombre sphénique ;
- le 7e nombre pentagonal, le 4e nombre 13-gonal et le 5e nombre pentatopique ;
- le plus petit nombre étrange ;
- un nombre de Pell ;
- un coefficient binomial central.

## Dans d'autres domaines
Le nombre 70 est aussi :
- l'âge atteint par un septuagénaire ;
- le numéro atomique de l'ytterbium, un lanthanide et une terre rare ;
- le numéro de la sourate Al-Maarij dans le Coran ;
- une limitation de vitesse usuelle en miles par heure (environ 112 km/h), sur les autoroutes de beaucoup d'États des États-Unis ;
- le numéro du département français de la Haute-Saône ;
- le nombre d'années de mariage des noces de platine ;
- le code ASCII et Unicode pour le caractère F ;
- des années historiques : -70, 70 ou 1970 ;
- la Ligne 70  ;
- 70 (Setenta) est le nom donné à une figure de base de la danse salsa (et sa variante en groupe, la rueda de casino) ;
- Dans la tradition chrétienne, les Septante est le nom désignant les 70 ou 72 disciples de Jésus mentionnés dans l'Évangile selon Luc ;
- La Septante (LXX) est une traduction de la Bible hébraïque en grec koinè, réalisée selon une tradition rapportée dans la Lettre d'Aristée par 72 (septante-deux) traducteurs à Alexandrie, vers 270 av. J.-C. ;
- Le titre d'une chanson de Lomepal, dans lequel il parle de son hygiène de vie qu'il considère comme peu sain et qu'il ne vivra pas jusqu'à ses 70 ans, de l'envie de gagner beaucoup d'argent avant de mourir et enfin de sa nostalgie des années 70 une époque qu'il n'a pas vécu où il pense qu'il vivrait mieux.

## Linguistique
Le français possède deux mots pour le nombre 70 : septante et soixante-dix. Aujourd'hui, soixante-dix est le plus répandu dans la francophonie.

### Septante
En Europe, septante est utilisé de façon majoritaire en Suisse, en Belgique, en Vallée d'Aoste et en français de Jersey.

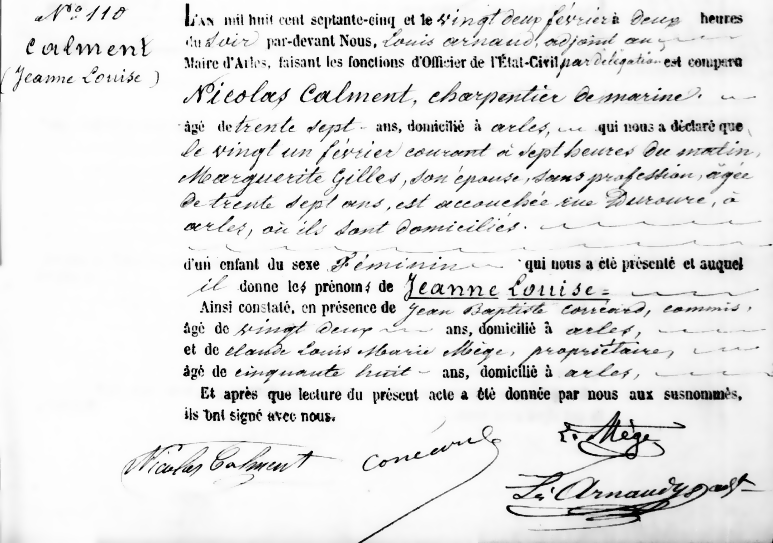
Acte de naissance de Jeanne Calment daté en « l’an mil huit cent septante-cinq ».

Ailleurs dans le Monde, le mot est employé dans la petite communauté acadienne, géo-linguistiquement isolée, de Wedgeport (en), à l'extrême sud de la Nouvelle Écosse au Canada. Il est également employé en République démocratique du Congo, au Rwanda et au Burundi, qui étaient colonisés et administrés par la Belgique jusqu'à leur indépendance.
En France, il est utilisé dans les ordres de bourse à la criée, afin d'éviter les confusions : en effet, soixante-dix (70,00) peut être confondu avec soixante dix (60,10).
Il vient du latin septuaginta qui a aussi donné septuagénaire. Il reprend la construction logique des multiples de dix : quarante, cinquante, soixante, septante, huitante, nonante. Son incrémentation est semblable à celle de ces multiples : septante-et-un (ou septante et un), septante-deux, septante-trois, septante-quatre, etc.

### Soixante-dix
En Europe, le terme soixante-dix est préférentiellement utilisé en France depuis le XVIe siècle. Ailleurs dans le monde, il est généralement employé par les pays francophones issus de l'empire colonial français.
Les linguistes attribuent traditionnellement son origine au mode de calcul des Gaulois. Ceux-ci, en effet, comptaient par vingtaines et non par dizaines. Le terme soixante-dix est une forme mixte entre soixante et trois-vingt-dix. De ce mode de calcul sont également restés quatre-vingts et quatre-vingt-dix.